# Национальная армия Демократической Кампучии
Национа́льная а́рмия Демократи́ческой Кампучи́и (кхмер. កងទ័ពជាតិនៃកម្ពុជាប្រជាធិបតេយ្យ) — вооружённые силы Красных кхмеров после свержения режима «Демократической Кампучии», в 1979—1999 годах. Военное крыло Партии Демократической Кампучии. Являлась самой боеспособной частью антивьетнамской оппозиционной коалиции. Вела вооружённую борьбу сначала против вьетнамской оккупации и правительства НРК, потом против правительства Королевства Камбоджа. Окончательно распалась вскоре после смерти Пол Пота.

## Создание
7 января 1979 года в Пномпень вступили вьетнамские войска. «Демократическая Кампучия» пала. Был установлен режим Народной Республики Кампучия (НРК) во главе с Хенг Самрином, ориентированный на СРВ и СССР. Пол Пот и его сторонники укрылись в джунглях на границе с Таиландом и повели партизанскую войну.
В декабре 1979 формирования Революционной армии Кампучии (регулярные войска полпотовского режима) были преобразованы в повстанческую Национальную армию Демократической Кампучии (НАДК). Отряды НАДК состояли в основном из бывших военнослужащих. Кроме того, полпотовцы принуждали вступать жителей контролируемых районов. Отмечался и определённый приток добровольцев, откликавшихся на антивьетнамскую агитацию. На первый план полпотовской пропаганды вышли именно националистические мотивы (отчасти также лозунги «демократического социализма»). Армия была переименована из «Революционной» в «Национальную», а политическая организация Красных кхмеров — из компартии в Партию Демократической Кампучии.

## Базирование, оснащение, командование
Комплектование НАДК проводилось в основном в лагерях беженцев, расположенных в районе кампучийско-таиландской границы. Общая численность в точности неизвестна, но известные источники дают от 35 тысяч до 50 тысяч бойцов. Основной зоной базирования НАДК на камбоджийской территории являлся труднодоступный горный район Пном Малай в провинции Бантеаймеантьей. До 1985 здесь находился сам Пол Пот.
На вооружении НАДК состояли АК-47, ручные пулемёты Дегтярёва советского производства, ручные противотанковые гранатомёты, противопехотные мины. Оружие для НАДК поступало из КНР. Были разработаны маршруты транспортировки. Китайские поставки разгружались в таиландском порту Трат. Далее грузы переправлялись через Дангрэк в Пном Малай.
Обмундированием служили тёмно-зелёные комбинезоны, напоминающие униформу НОАК и мягкие фуражки («кепи Мао»). Знаков различия обычно не имелось, хотя в НАДК была ранжирована чёткая иерархия.
До конца 1985 года главнокомандующим НАДК официально являлся Пол Пот. В начале 1986 его сменил Сон Сен. Видную роль в командовании играл Та Мок, отвечавший за юго-западную оперативную зону.
НАДК являлась крупнейшей и самой боеспособной военной силой Коалиционного правительства Демократической Кампучии (CGDK) — блока вооружённой оппозиции, противостоявшего вьетнамской оккупации и правительству Хенг Самрина-Хун Сена. Этот факт публично подтверждал Нородом Сианук. Такая ситуация вызывала серьёзное беспокойство на Западе.

Хотя Пол Пот оставил свой лидерский пост в начале 1986 года, он до сих пор по слухам, руководит этой фракцией. Двое других главных руководителей, Иенг Сари и Кхиеу Самфан, были высокопоставленными чиновниками в правительстве красных кхмеров и совершали отвратительные зверства. Сторонников Сианука едва наберётся 5 тысяч партизан. KPNLF имеет 12—15 тысяч. Красные кхмеры — более 30 тысяч опытных бойцов и, благодаря китайской щедрости, снабжены современным оружием. Такое соотношение сил не сулит ничего хорошего в послереволюционной борьбе за власть… Продолжающееся присутствие вьетнамцев в Камбодже является явным нарушением международного права и империалистической эксплуатацией. Но альтернативой может правительство красных кхмеров и ещё один раунд геноцида. Этого нельзя игнорировать.

Тед Карпентер, эксперт Института Катона, июнь 1986

Во второй половине 1980-х вьетнамские офицеры стали отмечать, что новые бойцы НАДК «менее опытны, менее идеологически мотивированы и моложе прежнего состава». В то же время они по-прежнему рекрутировались «из низших классов», отличались «выносливостью, упорством и особой жестокостью».

Западные эксперты отмечали в «Красных кхмерах» 1980-х иные, кардинальные перемены. Глубинно-эстетического характера. Разжались «духовные скрепы» коммунистической ортодоксии, развеялся идеологический мрак. Эти парни стали смеяться и улыбаться — невероятно по меркам предшествовавшего десятилетия. Заговорили английскими словечками, развесили в своих казармах плакаты с голливудскими звёздами.

## Ведение боевых действий

Солдаты армии красных кхмеров. 1991 год.

Военная тактика НАДК основывалась на рейдах, скоротечных боестолкновениях и диверсиях. Командование НАДК разделило территорию страны на четыре оперативные зоны. Наиболее интенсивные боевые действия велись в районе озера Тонлесап — эта территория рассматривалась как «ахиллесова пята вьетнамского врага». Атакам регулярно подвергались транспортные коммуникации НРК, перерезались связи столицы с провинциями. Железные и автодороги находились под постоянной угрозой, перевозки могли осуществляться только под усиленными конвоями.
Командиры в каждой зоне действовали практически самостоятельно, за Сон Сеном оставалась общая координация. Он, в свою очередь, поддерживал в рамках CGDK связь с командующими Вооружёнными силами национального освобождения кхмерского народа и Национальной армией сианукистов — Сак Сутсаканом и Нородом Ранаритом. Наладилось боевое сотрудничество «Красных кхмеров» даже с крайними антикоммунистами — ветеранами Кхмер Серей.
Массированное наступление вьетнамских войск в 1984—1985 годах нанесло серьёзный ущерб НАДК. Укрепрайон в Пном Малай был разрушен, Пол Пот бежал в Таиланд и обосновался под Тратом. Однако искоренить партизанское движение «Красных кхмеров» не удалось.
Боевые операции НАДК активизировались в 1989 году, когда начался вывод вьетнамских войск. В результате наступления удалось на некоторое время установить контроль над городом Пайлин, административным центром одноимённой провинции.
Военное противостояние НАДК (и CGDK в целом) с вьетнамским экспедиционным корпусом и правительственными войсками НРК обернулось «патовой» ситуацией. Превосходство вьетнамского корпуса было подавляющим, о стратегических успехах повстанцев не могло быть речи. Но подавить партизанское движение также не представлялось возможным.

## Война после войны
В 1991 году были заключены Парижские соглашения об урегулировании кампучийского конфликта: восстановлении монархии, возвращении на трон Нородома Сианука, проведении свободных выборов. «Красные кхмеры», создавшие в 1992 Камбоджийскую партию национального единства, не признали договорённостей и продолжили вооружённую борьбу. Наряду с борьбой за власть, немаловажным основанием для этого являлись коммерческие интересы лидеров и командиров, обогащавшихся на приграничной торговле, контрабанде ценных пород дерева, рэкетировании приграничных деревень.
Однако теперь повстанцы были лишены международной поддержки и не могли развивать сколько-нибудь заметного наступления. Кроме того, в их верхушке возникли внутренние конфликты. Пол Пот занимал непримиримую позицию; Кхиеу Самфан, Нуон Чеа, Сон Сен, Иенг Сари склонялись к примирению с новыми властями. Кроме того, острую конкуренцию создавала коммерческая составляющая. В 1996 Иенг Сари принял правительственную амнистию, создал Движение демократического национального союза, заключил фактический альянс с правящей партией Хун Сена и порвал с «Красными кхмерами». На следующий год от Пол Пота решительно дистанцировался Кхиеу Самфан, учредивший новую Кхмерскую партию национальной солидарности.
Летом 1997 года в Пномпене произошли вооружённые столкновения между сторонниками первого премьер-министра Нородома Ранарита и второго премьер-министра Хун Сена — партийными формированиями ФУНСИНПЕК и Народной партии Камбоджи. Лидеры ФУНСИНПЕК пытались восстановить прежний союз с «Красными кхмерами» против Хун Сена и его партии. Готовность к этому изъявлял Кхиеу Самфан. Однако быстрая победа Хун Сена в Пномпене и междоусобная борьба среди «Красных кхмеров» сорвала эти планы.
В 1997 году Пол Пот организовал очередную кровавую чистку. По его приказу был убит Сон Сен. Тогда Та Мок, Нуон Чеа и Кхиеу Самфан нанесли упреждающий удар, арестовав Пол Пота. Вскоре Кхиеу Самфан и Нуон Чеа воспользовались объявленной амнистией и сдались властям. Иенг Сари сделал это ещё в 1996.
Пол Пот, находившийся при Та Моке на положении заложника, умер 15 апреля 1998. 6 марта 1999 года Та Мок был взят в плен правительственными силами. Эта дата рассматривается как конец НДАК и движения «Красных кхмеров» в целом. На тот момент их последние формирования насчитывали лишь около 2 тысяч человек.